# Allgemeine Geschäftsbedingungen (Deutschland)
Allgemeine Geschäftsbedingungen (abgekürzt: AGB) sind alle für eine Vielzahl von Fällen vorformulierten Vertragsbedingungen, die vom Verwender aufgrund einseitigen Verlangens gegenüber dem Vertragspartner bei Abschluss eines Vertrages gestellt werden, im Einzelnen also nicht ausgehandelt sind (§ 305 Abs. 1 BGB).
Um wirksamer Bestandteil des Vertrages werden zu können, müssen die AGB gegenüber dem Vertragspartner ausdrücklich oder durch deutliche Kennbarmachung einbezogen werden, damit dieser die notwendige Kenntnis vom Einbezug erlangt und sich damit einverstanden erklärt (§ 305 Abs. 2 BGB).

## Geschichte
Zur einheitlichen Regelung der Rechtsverhältnisse zwischen Hersteller und Kunden kamen Klauselwerke in größerer Zahl erstmals im 19. Jahrhundert auf, als Reaktion auf die Herausforderungen der industriellen Massenproduktion.
Begrifflich gehen die Allgemeinen Geschäftsbedingungen auf eine gleichnamige Habilitationsschrift von Ludwig Raiser aus dem Jahr 1935 zurück. Die Schrift war vielbeachtet und wurde später von der Rechtsprechung des Bundesgerichtshofs stark rezipiert. Danach wurde die Inhaltskontrolle von allgemeinen Geschäftsbedingungen auf § 138 BGB gestützt. Wurden Klauseln als sittenwidrig eingestuft, waren sie nichtig.
1977 wurde das Gesetz zur Regelung des Rechts der Allgemeinen Geschäftsbedingungen (AGB-Gesetz) auf den Weg gebracht. Darin schuf der Gesetzgeber die für die Regelung des Rechtsverkehrs notwendigen Spezifika selbst. Das AGB-Gesetz wurde im Rahmen der Modernisierung des Schuldrechts zum 1. Januar 2002 wieder aufgehoben und in zwei Gesetze überführt. Die materiell-rechtlichen Regelungen fanden sich fortan – mit nur kleineren Änderungen – im zentralen Bürgerlichen Gesetzbuch wieder (§§ 305–310 BGB); die formell-rechtlichen Regelungen wurden in das neu geschaffene Unterlassungsklagengesetz überführt.

## Bedeutung und Zweck
Für die Charakterisierung als AGB ist es gleichgültig, ob die Vertragsbestimmungen einen äußerlich gesonderten Bestandteil des Vertrages bilden oder Bestandteil der Vertragsurkunde selbst sind. Zur Qualifizierung als AGB, wird weder auf Umfang, Schriftart noch Form des Vertrages abgestellt. Umgangssprachlich haben sich Begriffe wie „Kleingedrucktes“ oder „Vertragsbedingungen“ etabliert.
Im Rahmen der im Privatrecht herrschenden Privatautonomie sieht das Gesetz zwar Regelungen für bestimmte Vertragstypen vor, erlaubt aber zumeist, dass die Vertragsparteien ergänzende oder abweichende Regelungen treffen. Anders ist es nur, wenn eine gesetzliche Regelung nicht abdingbar ist, sondern zwingend vorschreibt, dass von ihr in Verträgen nicht abgewichen werden darf.
Allgemeine Geschäftsbedingungen bewirken, dass der Vertragsschluss durch ein vorformuliertes Klauselwerk vereinfacht, beschleunigt und standardisiert wird. Standardisierung erleichtert dem Verwender die Vertragsabwicklung, da für alle Kunden gleiche Regeln gelten. AGB können im Schuldrecht neue, im Gesetz nicht vorgesehene Vertragstypen regeln. Sie verändern in der Regel gegenüber dem Gesetz die dort vorgesehene Risikoverteilung und Haftung häufig zu Gunsten des Verwenders (Haftungsklauseln). Darin liegt zugleich die Gefahr, dass der Verwender, meist ein Unternehmer, der wirtschaftlich stärker und geschäftlich erfahrener ist, einseitige und/oder überraschende Regelungen gegenüber einem Verbraucher durchsetzen kann, die sich von Wertungen des Gesetzes zu weit entfernen. Daher besteht das Bedürfnis, allgemeine Geschäftsbedingungen einer Kontrolle zu unterwerfen und bestimmten Klauseln die Rechtswirksamkeit zu versagen.
Von der Verwendung für eine „Vielzahl von Verträgen“ wird dann ausgegangen, wenn die Vertragsbedingungen für mindestens drei Fälle vorformuliert werden. Verwenden Unternehmen Vertragsbedingungen gegenüber Verbrauchern, unterliegen diese bereits beim ersten Mal der gerichtlichen Kontrolle. Auch im Arbeitsrecht sind die Regelungen anwendbar, soweit die dort geltenden Besonderheiten beachtet werden.

## Einbeziehung

### Geltungswirkung
Wann allgemeine Geschäftsbedingungen zum Bestandteil eines Vertrages werden, richtet sich in erster Linie danach, ob der Empfänger Verbraucher entsprechend § 13 BGB oder Unternehmer nach § 14 BGB ist.
- Gegenüber Verbrauchern gilt: AGB werden nach § 305 Abs. 2 BGB nur Bestandteil des Vertrags zwischen den Vertragsparteien, wenn der Verwender bei Vertragsschluss ausdrücklich oder, wenn dieser Hinweis nur unter unverhältnismäßigen Schwierigkeiten möglich ist, durch deutlichen sichtbaren Aushang am Orte des Vertragsschlusses darauf hinweist (§ 305 Abs. 2 Nr. 1 BGB) und der anderen Partei die Möglichkeit verschafft, in zumutbarer Weise, die auch eine für den Verwender erkennbare körperliche Behinderung berücksichtigt, vom Inhalt der allgemeinen Geschäftsbedingungen Kenntnis zu nehmen (§ 305 Abs. 2 Nr. 2 BGB). Der andere Teil muss sich schließlich mit den AGB einverstanden erklären.
- Für AGB zwischen zwei Unternehmern (§ 14 BGB) gilt dies aufgrund der Bestimmungen des § 310 BGB nicht. Es bedarf bei Unternehmern lediglich einer rechtsgeschäftlichen Einbeziehung der AGB-Bestimmungen, das heißt, es gelten die üblichen Voraussetzungen für das Zustandekommen von Verträgen. Ein rechtsgeschäftlicher Einschluss bedarf nicht der Ausdrücklichkeit, es genügt, wenn die AGB stillschweigenden Willensübereinstimmungen unterliegen.

Die Einbeziehung von AGB wird für die Personenbeförderung im Linienverkehr und die Telekommunikation sowie den Postverkehr erleichtert. Die Dienstleister formulieren sie für die Masse an Beförderungsverträgen vor und stellen sie bei Vertragsschluss automatisch (§ 310 Abs. 3 Nr. 1 BGB, § 305 Abs. 1 Satz 1 BGB). Nach § 305a Nr. 1 BGB sind die mit Genehmigung der zuständigen Verkehrsbehörde oder auf Grund von internationalen Übereinkommen erlassenen Tarife und Ausführungsbestimmungen der Eisenbahnen und die nach Maßgabe des PBefG genehmigten Beförderungsbedingungen der Straßenbahnen, Omnibusse und Kraftfahrzeuge im Linienverkehr in den Beförderungsvertrag auch ohne Einhaltung der in § 305 Abs. 2 Nr. 1 und 2 BGB bezeichneten Erfordernisse gültig. Nach § 13 PBefG sind die Beförderungsbedingungen Bestandteil der Betriebserlaubnis für Straßenbahnen, Obusse und Kraftfahrzeuge im Linienverkehr.

### Keine Geltungswirkung
Nicht Vertragsbestandteil werden AGB (oder eine einzelne Klausel der AGB) gemäß § 305b BGB, wenn sie im Widerspruch zu Individualvereinbarungen stehen. Individualabreden genießen Vorrang. Zur Erläuterung ein Beispiel: Zwischen A und B wurde ein Vertrag geschlossen, dessen Inhalt den A verpflichtet, die Ware innerhalb von 2 Wochen zu liefern. In den AGB hingegen steht, dass A 6 Wochen Lieferzeit hat. Die Klausel der AGB wird aufgrund einer Individualabsprache nicht Bestandteil des Vertrages.
Bestandteil des Vertrages werden AGB (oder einzelne Klauseln der AGB) ferner dann nicht, wenn sie entsprechend § 305c Abs. 1 BGB für den Empfänger „überraschend“ sind. Eine Klausel der AGB ist dann überraschend, wenn sie nach den Umständen des Einzelfalles so ungewöhnlich ist, dass mit ihr nicht gerechnet werden braucht (§ 305c Abs. 1 BGB). Ein Beispiel hier: A bestellt eine Grundschuld, um ein Darlehen des B zu besichern. Die Sicherungszweckerklärung  der AGB sichert hingegen alle bestehenden und künftigen Verbindlichkeiten des B. Diese ausgedehnte Haftung des A ist für ihn so überraschend, dass die Klausel nicht Vertragsbestandteil wird.
Gemäß § 310 Abs. 4 BGB findet der Abschnitt über die AGB keine Anwendung bei Verträgen auf dem Gebiet des Erb-, Familien- und Gesellschaftsrechts.

## Inhaltskontrolle
Allgemeine Geschäftsbedingungen unterliegen gemäß § 307, § 308 und § 309 BGB einer Inhaltskontrolle. Da eine Prüfung vom Speziellen zum Allgemeinen vollzogen werden muss, muss die 3-teilige Inhaltskontrolle grundsätzlich mit § 309 BGB begonnen werden. Hier werden Klauselverbote aufgezählt, die auf jeden Fall, also ohne Wertungsmöglichkeiten, unwirksam sind. (Bsp.: Wird in AGB die Aufrechnung (§§ 387 ff. BGB) ausgeschlossen, ist diese Klausel unwirksam).
Danach wird § 308 BGB geprüft. Hier sind einige Klauselverbote aufgezählt, die nur mit einer bestimmten Abwägung, also mit Wertungsmöglichkeiten, unwirksam sind. Wann „Unangemessenheit“ vorliegt, bestimmt sich nach den Umständen des Einzelfalls. (Bsp.: Bei Alltagsgeschäften ist eine Frist in den AGB zur Annahme eines Angebots von länger als 14 Tagen in der Regel unangemessen lange. Teilweise zu finden in Bestell- oder Antragsformularen). Wenn der Katalog in den §§ 308 und 309 BGB keine Unwirksamkeit zur Folge hat, so sind stets noch § 305c und § 307 BGB zu beachten. 
Als sogenannte Generalklausel sieht § 307 BGB vor, dass Bestimmungen in allgemeinen Geschäftsbedingungen unwirksam sind, wenn sie den Vertragspartner des Verwenders entgegen den Geboten von Treu und Glauben unangemessen benachteiligen. Unangemessen bedeutet, dass keine hinreichende Rücksichtnahme auf die Interessen der durch die AGB benachteiligten Partei festzustellen ist, beispielsweise dann, wenn von der Risikoverteilung vergleichbarer gesetzlicher Regelungen abgewichen wird oder bei Gefährdung des Vertragszwecks. Eine Benachteiligung kann sich auch daraus ergeben, dass eine Bestimmung nicht klar und verständlich ist (Verstoß gegen das Transparenzprinzip).
Auch bei der Inhaltskontrolle ist § 310 Abs. 1 BGB zu beachten:
I. § 305 Abs. 2 und 3 und § 308, § 309 BGB gelten uneingeschränkt nur für AGB, die gegenüber Verbrauchern (§ 13 BGB) eingebracht werden.
II. Für AGB gegenüber Unternehmern (§ 14 BGB) gilt lediglich § 307 BGB. Allerdings werden zur Bestimmung des Begriffs „unangemessene Benachteiligung“ die §§ 308 und 309 BGB herangezogen. Sie haben Indizwirkung. Die Normen sind zwar nicht direkt anwendbar, finden aber über § 307 Abs. 1 BGB wieder ihren Weg auch zur Auslegung von AGB gegenüber Unternehmern. Dabei ist nach § 310 Abs. 1 S. 2 BGB auf die im Handelsverkehr geltenden Gewohnheiten und Gebräuche ist angemessen Rücksicht zu nehmen. Ein Verstoß gegen die §§ 308, 309 BGB kann mithin mittelbar zu einem Verstoß nach § 307 Abs. 1 BGB führen.
Wichtiges Anwendungsbeispiel zur Inhaltskontrolle von AGB nach § 309 BGB:
Ein Verbraucher verkauft bei einem Internetauktionshaus eine Sache. Gewöhnlich steht in den Bedingungen vermerkt, dass „es sich um einen Privatverkauf handelt und deshalb jegliche Gewährleistungsrechte ausgeschlossen sind“. Dieser Ausschluss ist nach § 309 Nr. 7 a und b BGB in den meisten Fällen unwirksam. Der Gewährleistungsausschluss ist im Normalfall als AGB zu werten. Durch AGB darf kein Haftungsausschluss für Verletzungen von Leben, Körper, Gesundheit oder grobe Fahrlässigkeit eingeführt werden. Durch den vollumfänglichen Haftungsausschluss wird aber eben auch die Haftung für Vorgenanntes ausgeschlossen. Der Haftungsausschluss ist unwirksam. Nur wenn die in § 309 Nr. 7 a, b und § 309 Nr. 8 b BGB genannten Punkte nicht mit ausgeschlossen werden, ist ein wirksamer (Teil-)Ausschluss der Mängelrechte möglich.

## Auslegung/Zweifel/Mehrdeutigkeitsregel
Zur Auslegung von Willenserklärungen und Verträgen werden die § 133, § 157 BGB herangezogen. Diese sind darauf ausgerichtet, den gemeinsamen Willen der Vertragspartner zu ermitteln und sind deswegen im AGB-Recht nicht anwendbar. Zweifel bei der Auslegung allgemeiner Geschäftsbedingungen gehen grundsätzlich zu Lasten des Verwenders, § 305c Abs. 2 BGB. Eine geltungserhaltende Reduktion der Erklärungen ist nicht zulässig. Vielmehr gilt der so genannte blue-pencil-test, wonach ein Verstoß zum „Streichen“ der fraglichen Teile führt. Nur wenn dann noch verständliche und sinnvolle Regelungsteile übrig bleiben, kann der übrig gebliebene Teil aufrechterhalten werden.
AGB sind nicht immer so deutlich formuliert, dass sich nur eine Auslegung aufdrängt. Kann eine AGB-Klausel plausiblerweise verschieden ausgelegt werden, so entscheidet die Mehrdeutigkeitsregel des AGB-Rechts, welche Auslegung maßgeblich ist. Leicht kann die vom Verwender gewollte Auslegung ermittelt werden, regelmäßig ist das die für ihn günstigste. Zu ermitteln ist im Sinne des Vertragsrechts aber, was von beiden Vertragspartnern gewollt ist, weshalb die Mehrdeutigkeit zu Lasten des Verwenders geht. Der Vertragspartner kann sich eine plausible Auslegung aussuchen. Diese ist dann maßgeblich. Die Mehrdeutigkeitsregel hat Bedeutung auch im Zusammenhang mit der Inhaltskontrolle. Eine Klausel kann dabei aufgrund einer plausiblen Auslegung auf der einen Seite wirksam, auf der anderen Seite unwirksam sein. Die Mehrdeutigkeitsregel erlaubt dem anderen Vertragspartner, sich auf die für den Verwender ungünstige Auslegung zu berufen, nach der die Klausel auf Grund der Inhaltskontrolle unwirksam ist. Dann entfällt die Klausel und greift das BGB ersatzweise ein (§ 305c Abs. 2 BGB).

## Folgen
Eine Klausel in AGB, die gegen die Regelungen der §§ 307–309 BGB verstößt, ist unwirksam. Der Vertrag im Übrigen bleibt nach § 306 Abs. 1 BGB wirksam. Es gelten dann grundsätzlich nach § 306 Abs. 2 BGB anstelle der unwirksamen Klausel die gesetzlichen Vorschriften. Nur wenn das Festhalten am Vertrag ausnahmsweise mit einer unzumutbaren Härte für eine Vertragspartei verbunden ist (§ 306 Abs. 3 BGB), ist der Vertrag insgesamt unwirksam.

## Spezielle AGB
Eine Reihe von Branchen haben einheitliche AGB. Diese werden teilweise von den jeweiligen Verbänden entwickelt und von den Mitgliedsunternehmen verwendet. In der Vergangenheit bedurften die AGB in einer Reihe von regulierten Branchen (z. B. Versicherungen) der Zustimmung durch die jeweilige Genehmigungsbehörde.
- Allgemeine Geschäftsbedingungen der Kreditinstitute,
- Allgemeine Bausparbedingungen (ABB),
- Allgemeine Reisebedingungen,
- Allgemeine Deutsche Spediteurbedingungen (ADSP),
- Allgemeine Versicherungsbedingungen (AVB),
- Allgemeine Vertragsbedingungen für die Ausführung von Bauleistungen (VOB/B) oder
- Beförderungsbedingungen.
- Ergänzende Vertragsbedingungen für die Beschaffung von IT-Leistungen